# Немецкий музей футбола
Немецкий музей футбола (нем. Deutsches Fußballmuseum), также известный как Музей Немецкого футбольного союза (нем. DFB-Museum) — национальный музей немецкого футбола в Дортмунде (Германия). Был открыт 23 октября 2015 года.

## Создание
После чемпионата мира по футболу 2006 года в Германии Немецкий футбольный союз решил профинансировать из прибыли от мирового первенства создание Национального музея немецкого футбола. Из 14 городов, которые подали заявку на его размещение, союз выбрал в мае 2007 года города Кёльн, Оберхаузен, Гельзенкирхен и Дортмунд, решив приобрести участок для этой цели в Северном Рейн-Вестфалии, самой густонаселённой федеральной земли Германии. На внеочередном заседании Немецкого футбольного союза 24 апреля 2009 года делегаты выбрали территорию в центре Дортмунда, к югу от его вокзала, которая до появления музея использовалась в качестве автовокзала. Городом Дортмундом был объявлен международный архитектурный конкурс по проекту здания музея. 4 мая 2011 года жюри архитектурного конкурса выделило и премировало три из 24 предложенных планов. Единственный победитель не был объявлен. 29 июня 2011 года, на совместной пресс-конференции, власти Дортмунда и Немецкий футбольный союз объявили наконец двух победителей. По рекомендации жюри в ходе переговоров был определён окончательный дизайн здания и опубликован 26 сентября 2011 года в ежедневной прессе. Строительство музея началось в сентябре 2012 года, старт работам был дан 20 сентября в присутствии президента НФС Вольфганга Нирсбаха и премьер-министра земли Северный Рейн-Вестфалия Ханнелоры Крафт.
Музей немецкого футбола расположен недалеко от главного железнодорожного вокзала города и является частью квартала искусства и культуры, находясь между творческим центром Dortmunder U и Концертным залом Дортмунда.

## Галерея

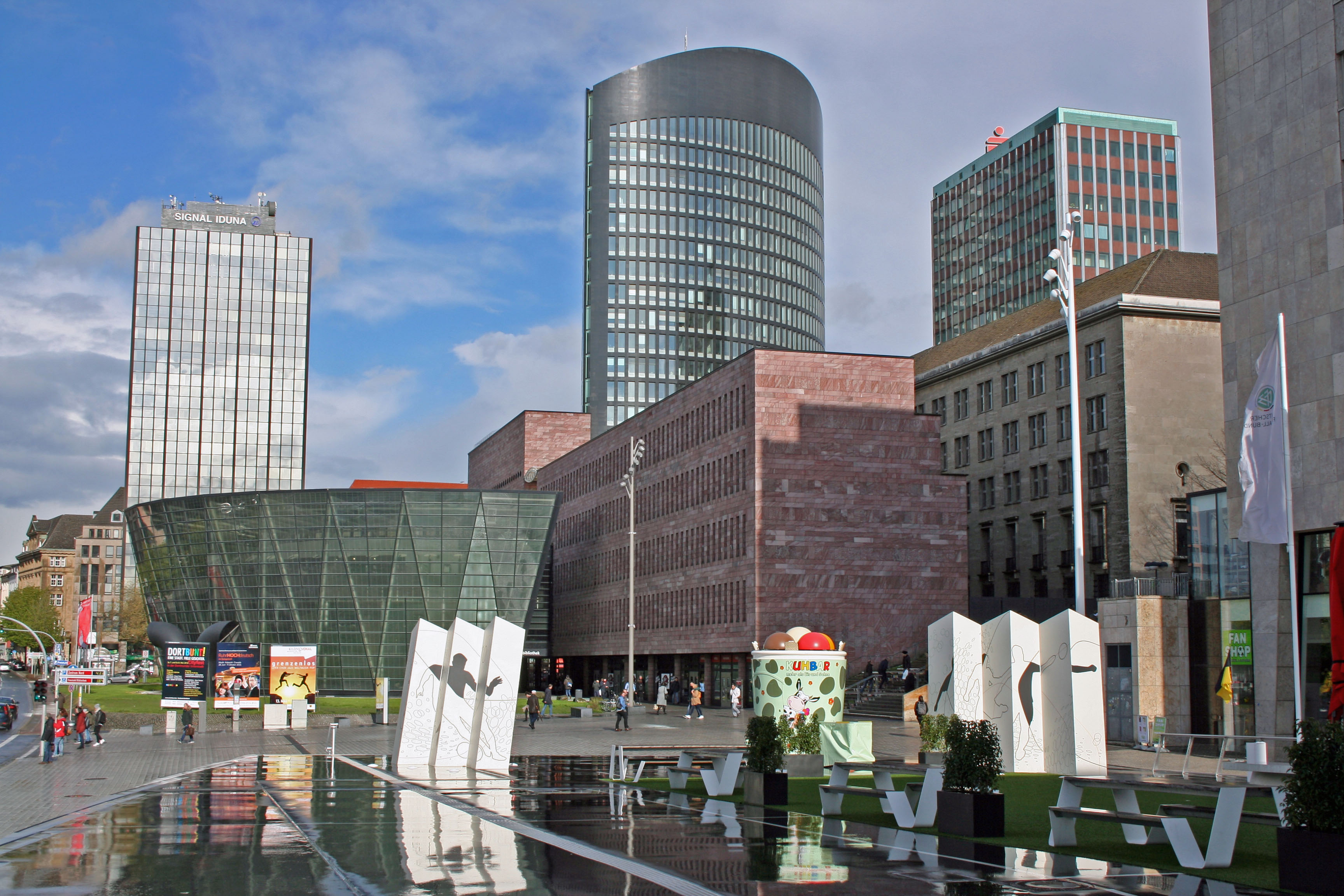
Площадь Единства Германии
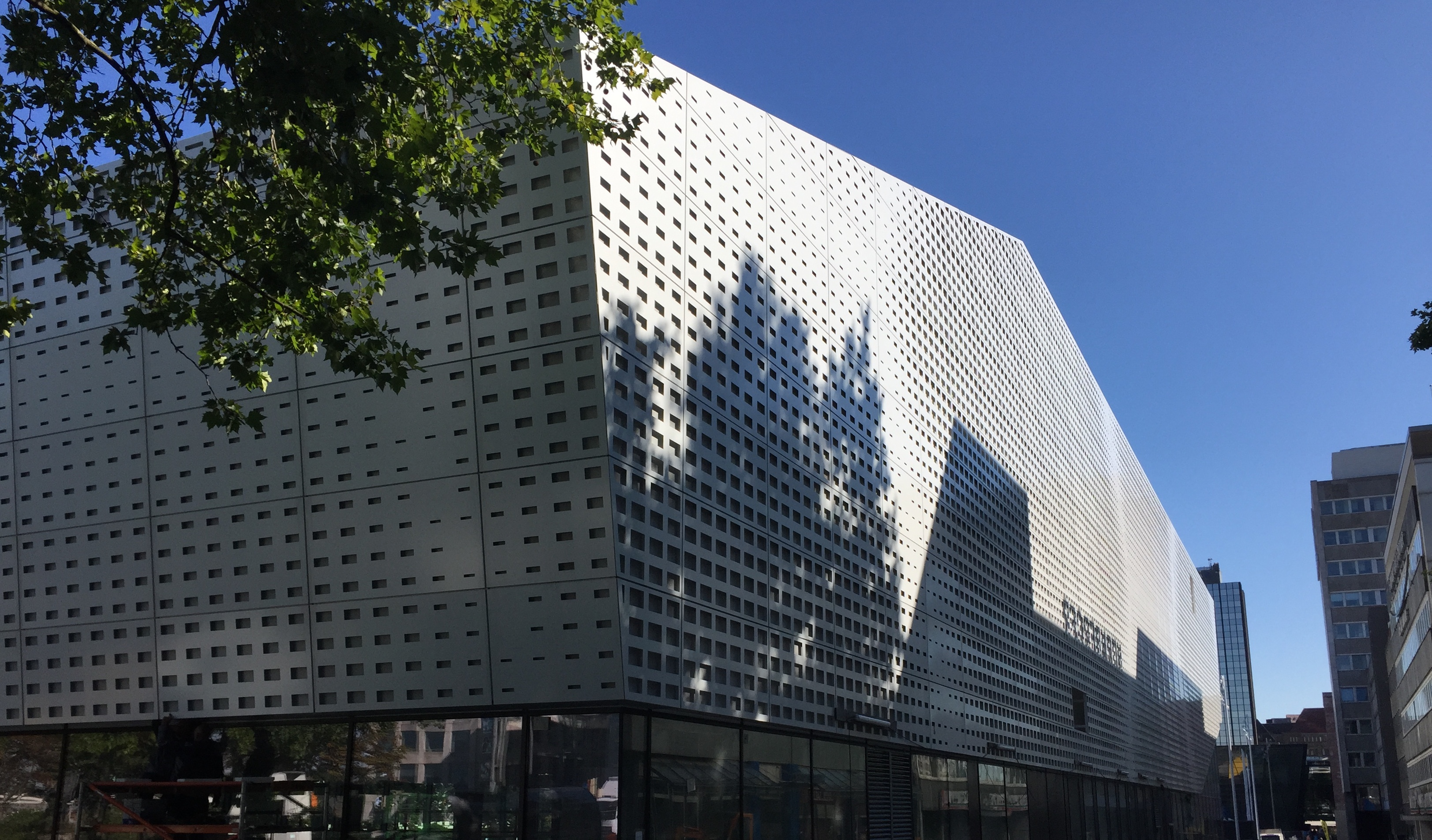
Задний вид Немецкого музея футбола